# منطقة برهانبور
برهانبور رمزها «BU» (بالإنجليزية: Burhanpur)‏ ، هو تقسيم إداري لدولة الهند تتبع ولاية مدية برديش (بالإنجليزية: Madhya  Pradesh)‏ ، مركزها هو مدينة برهانبور (بالإنجليزية: Burhanpur)‏ عدد سكانها حسب تعداد سنة 2001 هو ، مساحتها كم² وكثافة السكان لكل كم² .